# Phaeoscia canipars
Phaeoscia canipars är en fjärilsart som beskrevs av George Francis Hampson 1926. Phaeoscia canipars ingår i släktet Phaeoscia och familjen nattflyn. Inga underarter finns listade i Catalogue of Life.